# Tamatia à semi-collier
Malacoptila semicincta
Espèce
Statut de conservation UICN

 LC  : Préoccupation mineure
Le Tamatia à semi-collier (Malacoptila semicincta) est une espèce d'oiseau de la famille des bucconidés (ou Bucconidae).